# Vladimir Drinfeld
Vladimir Gherșonovici Drinfeld (în ucraineană Володи́мир Гершо́нович Дрі́нфельд, în rusă Влади́мир Гершо́нович Дри́нфельд; n. 14 februarie 1954, Harkov, RSS Ucraineană, URSS) este un matematician american de origine ucraineană specializat în teoria numerelor și geometrie algebrică, laureat cu Medalia Fields în anul 1990.

## Biografie
S-a născut în 1956 în Harkiv într-o familie evreiască. Tatăl său, Gherșon Ihelevici, a fost directorul departamentului de matematică din cadrul Universități din Kiev, apoi director adjunct al Institutului de Matematică din Harkiv. S-a dovedit un talent precoce, publicând un articol de matematică încă din copilărie. A câștigat medalia de aur cu nota maximă la Olimpiada Internațională de Matematică din 1969 de la București.
A urmat studiile la Universitatea de Stat din Moscova. A întreprins cercetări în geometrie algebrică sub conducerea lui Iuri Manin, susținându-se teza de doctorat în anul 1978. Nu a putut obține un loc de muncă la universitatea sa urmată, în temeiul originii sale iudaice și în absența unor propiska (viză de reședință) în Moscova. A devenit profesor la Universitatea de Stat din Ufa. În 1981 a mers să locuiască înapoi la părinți și a lucrat la Institutul „B. Verkin” de fizică de temperatură joasă din cadrul Academiei de Științe din Harkiv.
În anul 1992 a fost ales ca membru Academiei de Științe a Ucrainei. În 1998 a emigrat în Statele Unite și a devenit profesor universitar la Universitatea din Chicago, poziție pe care o ocupă în prezent. În 2008 a dobândit cetățenia americană. Împreună cu Alexander Beilinson, organizează Seminarul Langlands.

## Lucrări
Lucrările sale acoperă de la teoria numerelor și geometrie algebrică până la multe probleme matematice legate de fizica teoretică. A demonstrat conjectura lui Langlands pentru GL(2) peste corpuri funcțiilor. În acest scop, a introdus a nouă clasă de obiecte matematice, „module eliptice” (acum cunoscute ca module Drinfeld), apoi generalizate ca ștuka-uri (din rusă штука, „chestie, cutare”). A și formalizat teoria „grupurilor cuantice”, o subclasă algebrelor lui Hopf. Pentru aceste rezultate a primit în 1990 cea mai înaltă distincție în matematică, Medalia Fields.